# Война на Крал Филип
Войната на Крал Филип наричана също и Война на Метаком, Война на Метакомет е голям въоръжен конфликт от 1675г.-1678г. между индианските племена в Южна Нова Англия и английските колонисти и техните индиански съюзници. Войната е кръстена на вожда на уампаноагите Метакомет (Метаком), който приел християнското име Филип по време на приятелството между баща му Масасоит и пилигримите в Плимут. В резултат на тази война индианското население на Нова Англия е почти изтребено, отваряйки място за все повечето прииждащи заселници.

## Предистория
Преди идването на пилигримите в Плимут през 1620г. уампаноагите имали редки срещи с европейците, най-вече с рибари кръстосвали с корабите си по крайбрежието на Нова Англия още от 1500 г. Съдейки по по-късните им отношения към пилигримите повечето от тези срещи били приятелски. Имало обаче и такива, които не са били. Някои европейски капитани, за да увеличат печалбата си слизали на брега да отвличат хора, които да продават като роби. Един такъв случай бил, когато капитан Томас Хънт отвлича няколко уампаноаги през 1614г., които по-късно продава в Испания. Една от жертвите бил Тискуантум (Скуанто). В Испания Скуанто бил купен от монаси, които го образовали и в крайна сметка получил свободата си. Свободен Скуанто побързал да се върне в родината си като се включил в една британска експедиция до Нюфаундленд. От там той се отправил към Масачузетс и родното си село. Пристигайки той заварил селото изоставено. По време на нападението на Хънт през 1614г. сред екипажа му имало болен от лептоспироза. Уампаноагите, които успели да избягат, но имали контакт с нападателите отнесли болестта в селата си. За кратко време се разпространила епидемия, която обхванала цяла Нова Англия и близките Канадски Маритимс. Смъртността достигнала на места до 100%. Такъв бил случая с Потуксет, селото на Скуанто. До 1617г. тази и още две епидемии унищожават 75% от населението на Нова Англия и Канадските морски провинции. Много села били изоставени, а земите около тях били осеяни с гробища.

## Плимутската колония
Когато на 11 ноември 1620г. корабът Мейфлауър със 101 бежанци от Англия прогонени заради религиозната им принадлежност акостира в Кейп Код, слезлите на брега поклонници не откриват хора, но веднага се натъкнали на гробище. То било на племето ноусет и по оставените пресни хранителни продукти до гробовете си личало, че често било посещавано. Изнемощелите и гладни пилигрими веднага се нахвърлили върху храната, но били прекъснати от разгневени войни ноусет. Крадците побързали да се върната на корабите и виждайки че не могат да останат тук отплавали надолу през Кейп Код. Твърдо решени да останат в Новия свят спрели корабите до изоставеното село Потуксет. Тук през следващите няколко зимни месеца повечето от тях щели да измрат от глад и болести. Дотогава уампаноагите знаели вече за пристигането и установяването на англичаните, но решили да стоят настрана от тях. През пролетта оцелелите пилигрими били изненадващо посетени от вожда на пемакид, Самосет, който бил придружаван от Скуанто. Оттогава до смъртта си през 1622г. Скуанто щял изцяло да бъде отдаден в помощ на англичаните. С голяма доброта и търпение той щял да ги научи на уменията необходими за оцеляването в Новия свят. Скуанто също така бил и посредник между тях и вожда на уампаноагите Масасоит.

### Взаимоотношения между заселниците и индианците
За уампаноагите 10-те години преди идването на пилигримите били период на гибел и разруха. В трите големи епидемии вилнели из Нова Англия между 1614г. и 1617г. те били изгубили 75% от населението си. Нарагансетите, които живеели по-изолирано по островите на Нарагансет Бей почти не пострадали от болестите излезли от кризата като най-мощното племе в Южна Нова Англия и принудили уампаноагите да им отдават почит и да им плащат данък. За да изкара народа си от тази ситуация Масасоит решил да спечели англичаните на своя страна. През март 1621г. той посетил Колонията Плимут и подписал договор за приятелство с англичаните. В израз на добра воля вождът разрешил на колонистите да вземат около 12 000 акра от племенните земи за колонията. Това става първият акт на продажба на индианска земя в Северна Америка. Приятелството и сътрудничеството между Масасоит и колонията станали изключително тесни и в знак на благодарност колонистите поканили уампаноагите да празнуват с тях първата им реколта (първият Ден на благодарността). През зимата на 1622г. обаче от Англия пристигнали още 40 поклонници. Малкото реколта събрана през лятото не можела да изхрани толкова много гърла и гладът отново се завърнал в колонията. Пренебрегвайки инцидента в гробището предната година ноусет начело с вожда им Аспинет донесли храна на бедстващите заселници.
За нарагансетите приятелството между уампаноагите и колонистите било предизвикателство към господството им и за да утвърдят категорично властта си решили да дадат урок, както на уампаноагите така и на заселниците. Нападение от страна на пекуотите и по-късно от мохоките осуетили намеренията им. В същото време приятелството между уампаноагите и колонистите станало още по-силно.

## Предпоставки за войната
След 1630 г. масова емиграция на пуритани от Европа заляла брега на Масачузетс. До 1633 г. техните търговци достигнали до река Кънектикът. След унищожението на пекуотите през 1637 г. Колонията Масачузетс Бей влязла в тесен съюз с мохеганите и с дружни усилия успели да унищожат и нарагансетите през 1643 г. Така мохеганите станали единственото мощно племе в Южна Нова Англия. Между 1640 и 1675 г. хиляди нови емигранти пристигнали от Европа и местното население постепенно било изтласкано на запад. Заедно с емигрантите пристигнали и мисионерите, които постепенно започнали да покръстват индианците. Дори Масасоит станал християнин малко преди да умре през 1661 г. Той помолил и Общият съвет в Плимут да даде християнски имена и на синовете му. Най-големият Уамсута станал Александър, а по-малкият Метакомет станал Филип. След смъртта на баща си Александър станал вожд на уампаноагите. Англичаните обаче не били доволни от политиката, която водел и поканили вожда в Плимут за преговори. След устроена вечеря в негова чест, Александър мистериозно се разболял и умрял. Хората предполагали, че е бил отровен (не е доказано), тъй като бил неудобен за английските власти в Масачузетс. След неговата смърт вожд на уампаноагите станал Метакомет (Филип). Под неговото ръководство отношенията на уампаноагите към колонистите коренно се променили. Осъзнавайки че англичаните няма да се спрат пред нищо, докато не завземат всичко, Метакомет твърдо решил да спре по-нататъшното разширяване на английските селища. Той разбирал обаче, че това не било по силите само на уампаноагите. Останали едва около 1000 души по това време те не можели да се противопоставят на вече 80 000-то население в Нова Англия, което живеело в общо 110 селища, 64 от които в Масачузетс. Метакомет започнал мащабна кампания за организирането на индиански съюз, който да унищожи белите нашественици. Дори и да успеел да го организира 10-те хиляди индианци останали дотогава в Южна Нова Англия пак щели да бъдат недостатъчни, за да се справят с колонията, която освен своите 16000 боеспособни мъже имала и подкрепата на мохеганите и индианците християни.

## Начало на войната
Чрез мрежа от шпиони Масачузетс следял от близо действията на Метаком и като получили потвърждение на слуховете за организирането на индиански съюз от един шпионин от индианците християни повикали Метаком в Плимут, за да отговаря за действията си. Съдът оправдал вожда, но той бил предупреден да не дава повод за такива слухове. Не след дълго предателят бил намерен мъртъв и колонистите обвинили за това хората на Метаком. Милицията от Плимут арестувала трима уампаноаги заподозрени за убийството му и ги изправила пред съда. Тримата били осъдени и екзекутирани. В отговор на този акт на 26 юни 1675 г. група от Поканокет атакувала отдалечени ферми близо до Суонзи. В Плимут бързо реагирали и изпратили наказателна експедиция, която унищожила едно село до Маунт Хоуп.

## Военни действия
Войната бързо се разпространила и скоро към уампаноагите се присъединили войни от подунк, нипмуки, пенакуки, абенаки, покумтуки и други. Нарагансетите, едно от мощните все още племена в района все още стояли настрана. През лятото индианският съюз атакувал няколко селища и на 9 септември обединените колонии на Нова Англия обявили война на всички индианци в региона. За да се подсигурят, преди избухването на сраженията уампаноагите оставили жените, децата и старците при неутралните нарагансети. Въпреки че били подкрепяни от мохеганите в началото колонията била изправена пред поражение. Селищата в западен Масачузетс били изоставени и гражданите им били принудени да водят отбранителна война ограничена до няколко укрепления. Сега, когато индианците владеели положението, Метаком сметнал, че може да рискува и да прибере оставените при нарагансетите хора. Всички се изместили на запад и издигнали зимните си лагери в планината Бъркшир, където към тях се присъединили свежи подкрепления от сококите и някои мохикани и мохоки.
Заради кризата англичаните в Масачузетс гледали на всички индианци, дори на неутралните като врагове. Още преди избухването на войната като превантивна мярка властите затворили като пленници около 500 от индианците християни подозирани в предателство в Бостън Харбър. Отделно, нарагансетите, които били неутрални били обвинени, че тайно подпомагат бунтовниците като предоставят подслон на несражаващите се. Притеснени от тези обвинения, за по-голяма сигурност нарагансетите се събрали в едно укрепено голямо село близо до Кингстън, Роуд Айланд. През декември 1675 г. управителят на Плимут Джозая Уинслоу повел 1000 въоръжени мъже и 150 скаути мохегани към голямото село на нарагансет. Уинслоу поискал от вождовете да му предадат всички жени и деца уампаноаги, които се намирали при тях и да се присъединят към него във войната срещу Метаком и бунтовниците. Вождовете отказали да изпълнят искането и Уинслоу заповядал селото да бъде нападнато. В битката станала известна като Клането или битката при Грейт Суомп (19 декември 1675 г.) над 600 нарагансети, включително и 20 от големите им вождове били убити. Голяма група успяла да се спаси и водена от Канончет се присъединила към Метаком в западен Масачузетс. Пораженията сред англичаните също били тежки и им било невъзможно да преследват избягалите. С присъединяването на нарагансетите силите на Метаком нарастнали до над 2500 войни. Индианците не дочакали да дойде пролетта и още през февруари подновили нападенията. Били напълно унищожени 15 селища, а в две засади само били убити 130 англичани. Тези успехи обаче не можели да победят глада. Възпрепятствани да засадят реколтата си заради войната индианците изпитвали голям недостиг на храна. Така че войната трябвало по-скоро да свърши и английските селища да бъдат унищожени, та да могат да засадят и отгледат реколтата си. Поради тази причина нарагансетите на Канончет и покумтуките обединили силите си и атакували Нортфийлд и Диърфийлд през пролетта на 1676 г. Двете нападения били отблъснати, а гладът сред бунтовниците ставал все по-голям. За да спасят положението Канончет предложил да се върнат в Роуд Айланд и да вземат зърно от тайните запаси на нарагансетите. През април колоната водена от него стигнала в Роуд Айланд. На връщане обаче нарагансетите били изненадани от мохеганите и избити. Смъртта на Канончет станала причина за обрат във войната. Войните на Метаком се обезсърчили и за по-сигурно преместили лагерите в Маунт Уачусет. С помощта на индианците християни англичаните започнали поетапно да издирват и унищожават лагерите на въстанниците. През май войска нападнала риболовен лагер и избила над 400 индианци, включително и вожда на покумтук Санкумачу. Още един голям вожд бил убит и постепенно конфедерацията на Метаком започнала да се разпада. Някои нипмуки и покумтуки отишли при мохиканите в Шахтикок. Други заедно със сококите се преместили на север в Квебек. Метаком и уампаноагите избрали да се завърнат в родината си в източен Масачузетс. Шпионин открил скритото им село до Маунт Хоуп и на 12 август то било атакувано от милицията. По време на битката Метаком и много от уампаноагите били убити. Англичаните отвели със себе си много пленници, както и взели главата на Метаком. Тя била изложена на площада в Плимут и щяла да стои тук 25 години, за да служи като предупреждение към тези, които дръзнат да се опълчат на колонизаторите. Войната би трябвало да приключи със смъртта на Метаком, но тя продължила още 2 години. Английски военни експедиции продължили да издирват индиански лагери. Неправомерни атаки срещу кенебек, сококи и пенобскоти, които дотогава не взели участие във военните действия в крайна сметка били въвлечени във войната.

## Последици
От около 1000-та уампаноаги само около 400 преживели войната. Загубите на англичаните също били тежки, повече от 600 убити и 13 града напълно разрушени. Едуард Рандолф представил на Короната оценка за около 3000 убити индианци, но това било далеч от истината. Преди войната в Южна Нова Англия живеели около 15 000 индианци. След 1680 г. останали едва около 4000. Колонистите наложили на победените тежки мирни условия и в резултат на това много от тях избягали на запад при делаварите и ирокезите или на север в Канада. Така пределите на Нова Англия били почти прочистени от индианци. Малцината, които останали вече не били заплаха за английските колонизатори и не можели да попречат на процеса по разширяване на колониите.